# Струве (династия)
Династия Струве — значительная по числу представителей династия учёных из рода Струве.

## Представители рода
Род Струве документально прослеживается с 1414 года. Был внесён в III часть родословной книги Полтавской губернии.

### XVIII век
Основателем династии учёных является Яков Струве (1755—1841) — чрезвычайно одарённый в математике и музыке. После окончания филологического факультета Гёттингенского университета он работал учителем математики Харбургской гимназии. Затем, в 1738 году женившись на дочери харбургского пастыря Марии Визе, занимал должности директора гимназий и лицеев в Бюккебурге, Ганновере, Альтоне. У них было семь детей. Старший, Карл (1785—1838), стал филологом; был директором гимназии в Кёнигсберге, затем — доцентом Дерптского университета. Пятым ребёнком — после Эрнста (1786—1822), Густава (1788—1829) и Христианы (1791—1853) был Вильгельм (нем. Friedrich Georg Wilhelm Struve) — будущий астроном, Василий Яковлевич Струве (1793—1864). Его младший брат, Людвиг (1795—1828), получил в Кильском университете учёную степень доктора медицины; был профессором анатомии в Дерптском университете (его сын, Август (1827—1850) готовился стать астрономом, представил диссертацию, но скончался от туберкулёза) .

### XIX век
|  |  |

Из многочисленных детей Василия Яковлевича Струве наиболее известными стали Отто Васильевич (1819—1905), Генрих Васильевич (1822—1908), Бернгард Васильевич (1827—1889) и Кирилл Васильевич (1835—1907). Обе его дочери вышли замуж за астрономов: Шарлотта — за В. К. Дёллена, а Ольга — за шведа Д. Г. Линдхагена.
Отто Васильевич Струве был преемником отца: сначала — помощник директора Пулковской обсерватории, затем — её директор на протяжении 27 лет; им были продолжены работы по определению точных координат звёзд, начатые отцом — результатом было составление знаменитых Пулковских фундаментальных каталогов.
Генрих Васильевич Струве стал известным химиком. Работал в лаборатории Горного департамента, был экспертом по судебной химии в Тифлисе. В 1876 году его избрали членом-корреспондентом Санкт-Петербургской академии наук.
Кирилл Васильевич Струве был зачислен, в 1858 году, астрономом в военно-дипломатическую миссию графа Н. П. Игнатьева, затем работал в Пулковской обсерватории и в 1860 году, по просьбе отца был определён на службу в Азиатский департамент Министерства иностранных дел; занимался астрономо-геодезическими исследованиями в Туркестане. С 1873 года, когда он был назначен послом в Японию, началась его дипломатическая карьера.
В семье Василия Яковлевича Струве кроме родных детей воспитывались четверо племянников-сирот, один из которых, Теодор (1816—1885) стал профессором римской словесности и древностей в Казанском университете, а затем преподавал классическую филологию в Новороссийском университете.

### XX век
Из четверых сыновей Отто Васильевича Струве известность в области астрономии получили двое: Герман и Людвиг. Их старший брат, Альфред Август Эдуард Струве (1845—1916) стал геологом: после учёбы в Карлсруэ и Санкт-Петербурге он составлял геологическую карту Подмосковного угольного бассейна. Его дочь, Эмилия Альфредовна Струве, в 1913—1920 годах работала в Главной физической обсерватории, а в 1922—1933 годы была сотрудником Пулковской обсерватории и работала в Геологическом комитете; с 1933 года — в Петрографическом институте АН СССР.
Герман Оттович Струве (1854—1920), работая в Пулковской обсерватории, выполнил колоссальное число наблюдений двойных звёзд на 30-дюймовом рефракторе, получил ряды точных положений спутников Сатурна, Урана и Марса. Был директором Кёнигсбергской и Берлинской обсерваторий.
Людвиг Оттович Струве (1858—1920) после работы в Пулковской и Дерптской университетской обсерваториях был приглашён читать лекции по астрономии и геодезии в Харьковский университет, которые совмещал с руководством университетской обсерваторией. Работал в области, традиционной для династии Струве, позиционной астрономии.
Георг Германович Струве (1886—1933), родившийся в Царском Селе, учился в Берлинском и Гейдельбергском университетах; защитив в 1910 году диссертацию по небесной механике, работал в Бонской обсерватории и в обсерватории Гамбург-Бергедорф; с 1914 года — на Морской обсерватории в Вильгельмсхафене, а с 1919 — в Бабельсберге. Имел двух сыновей — Вильфреда (1914—1992) и Райнхардта (1919—1943) — первый стал астрономом, участвовал в войне 1941—1945 гг.; второй также участвовал в боях против СССР и погиб в 1943 году (либо попал в плен) под Сталинградом.

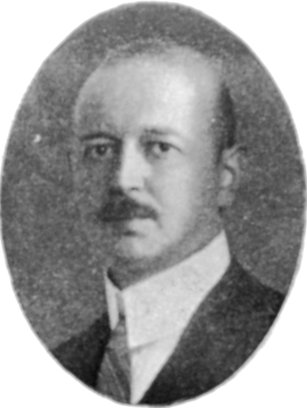
Г. Г. Струве

Отто Людвигович (1897—1963) был участником Белого движения и в 1920 году покинул Россию. Путь в астрономию ему открыл директор Йеркской обсерватории Эдвин Фрост, который помог О. Л. Струве переехать в США, где он окончил Чикагский университет, где преподавал; а в 1932 году он стал директором Йеркской обсерватории. Он был крупным организатором астрономической науки: на средства МакДональда в 1939 году им была создана новая обсерватория, которую он также возглавлял до 1947 года; им была написана книга «Астрономия XX века». Основным направлением научной работы Струве была звёздная спектроскопия. В 1929 году, совместно с Г. А. Шайном, предложил метод определения скоростей осевого вращения звёзд; в 1952 году он выдвинул идею обнаружения экзопланет методом Доплера.

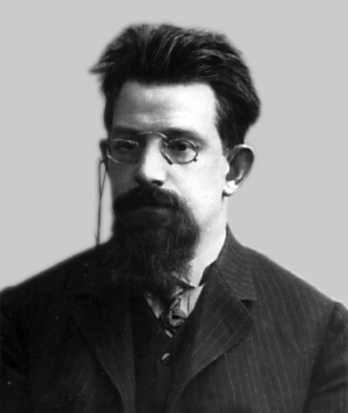
П. Б. Струве

В семье губернатора Астраханской и Пермской губерний Бернгарда Васильевича Струве было шестеро сыновей, из которых наиболее себя проявили в науке Василий (1854—1912) — математик; и Пётр (1870—1944) — публицист, философ, экономист, социолог и историк. Старший, Василий Бернгардович, с 1900 года руководивший Константиновским межевым институтом, усыновил рано потерявшего родителей мальчика, который стал известным египтологом — Василием Васильевичем Струве (1889—1965).
К I съезду РСДРП в 1898 году Пётром Бернгардовичем Струве был написан «Манифест Российской социал-демократической рабочей партии», затем он стал членом ЦК кадетской партии, депутатом II Государственной думы, входил в правительство генерала П. Н. Врангеля (начальник управления иностранных дел).
Один из его сыновей, поэт Глеб Петрович Струве (1898—1985), кроме стихов занимался литературоведением; другой, Алексей (1899—1976) — библиограф и библиофил; внук, Никита Алексеевич Струве (1931—2016) — профессор филологии и литературы в Сорбонне.

## Генеалогическое дерево
|                           |                           |                           |                           |                           |                           |  |  |                                       |                                       |                                       |                                       |                                       |                                       |  |  | Яков Струве математик                |                                      |                                      |                                      |                                      |                                      |  |  |                                            |                                            |                                            |                                            |                                            |                                            |  |  |                                                         |                                                         |                                                         |                                                         |                                                         |                                                         |  |  |                                              |                                              |                                                   |                                                   |                                                   |                                                   |                                                   |                                                   |                                                  |                                                  |                                                  |                                                  |                                                  |                                                  |  |  |                                                     |                                                     |                                                     |                                                     |                                                     |                                                     |  |  |  |  |  |  |  |  |  |  |  |  |  |  |  |  |  |  |  |  |  |  |  |  |  |  |  |  |  |  |  |  |  |  |  |  |  |  |  |  |
|                           |                           |                           |                           |                           |                           |  |  |                                       |                                       |                                       |                                       |                                       |                                       |  |  |                                      |                                      |                                      |                                      |                                      |                                      |  |  |                                            |                                            |                                            |                                            |                                            |                                            |  |  |                                                         |                                                         |                                                         |                                                         |                                                         |                                                         |  |  |                                              |                                              |                                                   |                                                   |                                                   |                                                   |                                                   |                                                   |                                                  |                                                  |                                                  |                                                  |                                                  |                                                  |  |  |                                                     |                                                     |                                                     |                                                     |                                                     |                                                     |  |  |  |  |  |  |  |  |  |  |  |  |  |  |  |  |  |  |  |  |  |  |  |  |  |  |  |  |  |  |  |  |  |  |  |  |  |  |  |  |
|                           |                           |                           |                           |                           |                           |  |  |                                       |                                       |                                       |                                       |                                       |                                       |  |  |                                      |                                      |                                      |                                      |                                      |                                      |  |  |                                            |                                            |                                            |                                            |                                            |                                            |  |  |                                                         |                                                         |                                                         |                                                         |                                                         |                                                         |  |  |                                              |                                              |                                                   |                                                   |                                                   |                                                   |                                                   |                                                   |                                                  |                                                  |                                                  |                                                  |                                                  |                                                  |  |  |                                                     |                                                     |                                                     |                                                     |                                                     |                                                     |  |  |  |  |  |  |  |  |  |  |  |  |  |  |  |  |  |  |  |  |  |  |  |  |  |  |  |  |  |  |  |  |  |  |  |  |  |  |  |  |
| Карл (1785—1838) филолог  | Карл (1785—1838) филолог  | Карл (1785—1838) филолог  | Карл (1785—1838) филолог  | Карл (1785—1838) филолог  | Карл (1785—1838) филолог  |  |  | Эрнст (1786—1822)                     | Эрнст (1786—1822)                     | Эрнст (1786—1822)                     | Эрнст (1786—1822)                     | Эрнст (1786—1822)                     | Эрнст (1786—1822)                     |  |  | Густав (1788—1829)                   | Густав (1788—1829)                   | Густав (1788—1829)                   | Густав (1788—1829)                   | Густав (1788—1829)                   | Густав (1788—1829)                   |  |  | Василий Яковлевич (1793—1864) астроном     | Василий Яковлевич (1793—1864) астроном     | Василий Яковлевич (1793—1864) астроном     | Василий Яковлевич (1793—1864) астроном     | Василий Яковлевич (1793—1864) астроном     | Василий Яковлевич (1793—1864) астроном     |  |  | Людвиг (1795—1828) профессор медицины                   | Людвиг (1795—1828) профессор медицины                   | Людвиг (1795—1828) профессор медицины                   | Людвиг (1795—1828) профессор медицины                   | Людвиг (1795—1828) профессор медицины                   | Людвиг (1795—1828) профессор медицины                   |  |  |                                              |                                              |                                                   |                                                   |                                                   |                                                   |                                                   |                                                   |                                                  |                                                  |                                                  |                                                  |                                                  |                                                  |  |  |                                                     |                                                     |                                                     |                                                     |                                                     |                                                     |  |  |  |  |  |  |  |  |  |  |  |  |  |  |  |  |  |  |  |  |  |  |  |  |  |  |  |  |  |  |  |  |  |  |  |  |  |  |  |  |
| Карл (1785—1838) филолог  | Карл (1785—1838) филолог  | Карл (1785—1838) филолог  | Карл (1785—1838) филолог  | Карл (1785—1838) филолог  | Карл (1785—1838) филолог  |  |  | Эрнст (1786—1822)                     | Эрнст (1786—1822)                     | Эрнст (1786—1822)                     | Эрнст (1786—1822)                     | Эрнст (1786—1822)                     | Эрнст (1786—1822)                     |  |  | Густав (1788—1829)                   | Густав (1788—1829)                   | Густав (1788—1829)                   | Густав (1788—1829)                   | Густав (1788—1829)                   | Густав (1788—1829)                   |  |  | Василий Яковлевич (1793—1864) астроном     | Василий Яковлевич (1793—1864) астроном     | Василий Яковлевич (1793—1864) астроном     | Василий Яковлевич (1793—1864) астроном     | Василий Яковлевич (1793—1864) астроном     | Василий Яковлевич (1793—1864) астроном     |  |  | Людвиг (1795—1828) профессор медицины                   | Людвиг (1795—1828) профессор медицины                   | Людвиг (1795—1828) профессор медицины                   | Людвиг (1795—1828) профессор медицины                   | Людвиг (1795—1828) профессор медицины                   | Людвиг (1795—1828) профессор медицины                   |  |  |                                              |                                              |                                                   |                                                   |                                                   |                                                   |                                                   |                                                   |                                                  |                                                  |                                                  |                                                  |                                                  |                                                  |  |  |                                                     |                                                     |                                                     |                                                     |                                                     |                                                     |  |  |  |  |  |  |  |  |  |  |  |  |  |  |  |  |  |  |  |  |  |  |  |  |  |  |  |  |  |  |  |  |  |  |  |  |  |  |  |  |
|                           |                           |                           |                           |                           |                           |  |  |                                       |                                       |                                       |                                       |                                       |                                       |  |  |                                      |                                      |                                      |                                      |                                      |                                      |  |  |                                            |                                            |                                            |                                            |                                            |                                            |  |  |                                                         |                                                         |                                                         |                                                         |                                                         |                                                         |  |  |                                              |                                              |                                                   |                                                   |                                                   |                                                   |                                                   |                                                   |                                                  |                                                  |                                                  |                                                  |                                                  |                                                  |  |  |                                                     |                                                     |                                                     |                                                     |                                                     |                                                     |  |  |  |  |  |  |  |  |  |  |  |  |  |  |  |  |  |  |  |  |  |  |  |  |  |  |  |  |  |  |  |  |  |  |  |  |  |  |  |  |
|                           |                           |                           |                           |                           |                           |  |  | Фёдор Аристович (1816—1885) филолог   | Фёдор Аристович (1816—1885) филолог   | Фёдор Аристович (1816—1885) филолог   | Фёдор Аристович (1816—1885) филолог   | Фёдор Аристович (1816—1885) филолог   | Фёдор Аристович (1816—1885) филолог   |  |  | Отто Васильевич (1819—1905) астроном | Отто Васильевич (1819—1905) астроном | Отто Васильевич (1819—1905) астроном | Отто Васильевич (1819—1905) астроном | Отто Васильевич (1819—1905) астроном | Отто Васильевич (1819—1905) астроном |  |  | Генрих Васильевич (1822—1908) химик        | Генрих Васильевич (1822—1908) химик        | Генрих Васильевич (1822—1908) химик        | Генрих Васильевич (1822—1908) химик        | Генрих Васильевич (1822—1908) химик        | Генрих Васильевич (1822—1908) химик        |  |  | Бернгард Васильевич (1827—1889) государственный деятель | Бернгард Васильевич (1827—1889) государственный деятель | Бернгард Васильевич (1827—1889) государственный деятель | Бернгард Васильевич (1827—1889) государственный деятель | Бернгард Васильевич (1827—1889) государственный деятель | Бернгард Васильевич (1827—1889) государственный деятель |  |  |                                              |                                              | Кирилл Васильевич (1835—1907) астроном и дипломат | Кирилл Васильевич (1835—1907) астроном и дипломат | Кирилл Васильевич (1835—1907) астроном и дипломат | Кирилл Васильевич (1835—1907) астроном и дипломат | Кирилл Васильевич (1835—1907) астроном и дипломат | Кирилл Васильевич (1835—1907) астроном и дипломат |                                                  |                                                  |                                                  |                                                  |                                                  |                                                  |  |  |                                                     |                                                     |                                                     |                                                     |                                                     |                                                     |  |  |  |  |  |  |  |  |  |  |  |  |  |  |  |  |  |  |  |  |  |  |  |  |  |  |  |  |  |  |  |  |  |  |  |  |  |  |  |  |
|                           |                           |                           |                           |                           |                           |  |  | Фёдор Аристович (1816—1885) филолог   | Фёдор Аристович (1816—1885) филолог   | Фёдор Аристович (1816—1885) филолог   | Фёдор Аристович (1816—1885) филолог   | Фёдор Аристович (1816—1885) филолог   | Фёдор Аристович (1816—1885) филолог   |  |  | Отто Васильевич (1819—1905) астроном | Отто Васильевич (1819—1905) астроном | Отто Васильевич (1819—1905) астроном | Отто Васильевич (1819—1905) астроном | Отто Васильевич (1819—1905) астроном | Отто Васильевич (1819—1905) астроном |  |  | Генрих Васильевич (1822—1908) химик        | Генрих Васильевич (1822—1908) химик        | Генрих Васильевич (1822—1908) химик        | Генрих Васильевич (1822—1908) химик        | Генрих Васильевич (1822—1908) химик        | Генрих Васильевич (1822—1908) химик        |  |  | Бернгард Васильевич (1827—1889) государственный деятель | Бернгард Васильевич (1827—1889) государственный деятель | Бернгард Васильевич (1827—1889) государственный деятель | Бернгард Васильевич (1827—1889) государственный деятель | Бернгард Васильевич (1827—1889) государственный деятель | Бернгард Васильевич (1827—1889) государственный деятель |  |  |                                              |                                              | Кирилл Васильевич (1835—1907) астроном и дипломат | Кирилл Васильевич (1835—1907) астроном и дипломат | Кирилл Васильевич (1835—1907) астроном и дипломат | Кирилл Васильевич (1835—1907) астроном и дипломат | Кирилл Васильевич (1835—1907) астроном и дипломат | Кирилл Васильевич (1835—1907) астроном и дипломат |                                                  |                                                  |                                                  |                                                  |                                                  |                                                  |  |  |                                                     |                                                     |                                                     |                                                     |                                                     |                                                     |  |  |  |  |  |  |  |  |  |  |  |  |  |  |  |  |  |  |  |  |  |  |  |  |  |  |  |  |  |  |  |  |  |  |  |  |  |  |  |  |
|                           |                           |                           |                           |                           |                           |  |  |                                       |                                       |                                       |                                       |                                       |                                       |  |  |                                      |                                      |                                      |                                      |                                      |                                      |  |  |                                            |                                            |                                            |                                            |                                            |                                            |  |  |                                                         |                                                         |                                                         |                                                         |                                                         |                                                         |  |  |                                              |                                              |                                                   |                                                   |                                                   |                                                   |                                                   |                                                   |                                                  |                                                  |                                                  |                                                  |                                                  |                                                  |  |  |                                                     |                                                     |                                                     |                                                     |                                                     |                                                     |  |  |  |  |  |  |  |  |  |  |  |  |  |  |  |  |  |  |  |  |  |  |  |  |  |  |  |  |  |  |  |  |  |  |  |  |  |  |  |  |
| Альфред (1845—1916) химик | Альфред (1845—1916) химик | Альфред (1845—1916) химик | Альфред (1845—1916) химик | Альфред (1845—1916) химик | Альфред (1845—1916) химик |  |  | Герман Оттович (1854—1920) астроном   | Герман Оттович (1854—1920) астроном   | Герман Оттович (1854—1920) астроном   | Герман Оттович (1854—1920) астроном   | Герман Оттович (1854—1920) астроном   | Герман Оттович (1854—1920) астроном   |  |  | Людвиг Оттович (1858—1920) астроном  | Людвиг Оттович (1858—1920) астроном  | Людвиг Оттович (1858—1920) астроном  | Людвиг Оттович (1858—1920) астроном  | Людвиг Оттович (1858—1920) астроном  | Людвиг Оттович (1858—1920) астроном  |  |  | Василий Бернгардович (1854—1912) математик | Василий Бернгардович (1854—1912) математик | Василий Бернгардович (1854—1912) математик | Василий Бернгардович (1854—1912) математик | Василий Бернгардович (1854—1912) математик | Василий Бернгардович (1854—1912) математик |  |  | Александр Бернгардович                                  | Александр Бернгардович                                  | Александр Бернгардович                                  | Александр Бернгардович                                  | Александр Бернгардович                                  | Александр Бернгардович                                  |  |  | Пётр Бернгардович (1870—1944) экономист      | Пётр Бернгардович (1870—1944) экономист      | Пётр Бернгардович (1870—1944) экономист           | Пётр Бернгардович (1870—1944) экономист           | Пётр Бернгардович (1870—1944) экономист           | Пётр Бернгардович (1870—1944) экономист           |                                                   |                                                   | Вера Кирилловна (1876—1949) общественный деятель | Вера Кирилловна (1876—1949) общественный деятель | Вера Кирилловна (1876—1949) общественный деятель | Вера Кирилловна (1876—1949) общественный деятель | Вера Кирилловна (1876—1949) общественный деятель | Вера Кирилловна (1876—1949) общественный деятель |  |  |                                                     |                                                     |                                                     |                                                     |                                                     |                                                     |  |  |  |  |  |  |  |  |  |  |  |  |  |  |  |  |  |  |  |  |  |  |  |  |  |  |  |  |  |  |  |  |  |  |  |  |  |  |  |  |
| Альфред (1845—1916) химик | Альфред (1845—1916) химик | Альфред (1845—1916) химик | Альфред (1845—1916) химик | Альфред (1845—1916) химик | Альфред (1845—1916) химик |  |  | Герман Оттович (1854—1920) астроном   | Герман Оттович (1854—1920) астроном   | Герман Оттович (1854—1920) астроном   | Герман Оттович (1854—1920) астроном   | Герман Оттович (1854—1920) астроном   | Герман Оттович (1854—1920) астроном   |  |  | Людвиг Оттович (1858—1920) астроном  | Людвиг Оттович (1858—1920) астроном  | Людвиг Оттович (1858—1920) астроном  | Людвиг Оттович (1858—1920) астроном  | Людвиг Оттович (1858—1920) астроном  | Людвиг Оттович (1858—1920) астроном  |  |  | Василий Бернгардович (1854—1912) математик | Василий Бернгардович (1854—1912) математик | Василий Бернгардович (1854—1912) математик | Василий Бернгардович (1854—1912) математик | Василий Бернгардович (1854—1912) математик | Василий Бернгардович (1854—1912) математик |  |  | Александр Бернгардович                                  | Александр Бернгардович                                  | Александр Бернгардович                                  | Александр Бернгардович                                  | Александр Бернгардович                                  | Александр Бернгардович                                  |  |  | Пётр Бернгардович (1870—1944) экономист      | Пётр Бернгардович (1870—1944) экономист      | Пётр Бернгардович (1870—1944) экономист           | Пётр Бернгардович (1870—1944) экономист           | Пётр Бернгардович (1870—1944) экономист           | Пётр Бернгардович (1870—1944) экономист           |                                                   |                                                   | Вера Кирилловна (1876—1949) общественный деятель | Вера Кирилловна (1876—1949) общественный деятель | Вера Кирилловна (1876—1949) общественный деятель | Вера Кирилловна (1876—1949) общественный деятель | Вера Кирилловна (1876—1949) общественный деятель | Вера Кирилловна (1876—1949) общественный деятель |  |  |                                                     |                                                     |                                                     |                                                     |                                                     |                                                     |  |  |  |  |  |  |  |  |  |  |  |  |  |  |  |  |  |  |  |  |  |  |  |  |  |  |  |  |  |  |  |  |  |  |  |  |  |  |  |  |
|                           |                           |                           |                           |                           |                           |  |  |                                       |                                       |                                       |                                       |                                       |                                       |  |  |                                      |                                      |                                      |                                      |                                      |                                      |  |  |                                            |                                            |                                            |                                            |                                            |                                            |  |  |                                                         |                                                         |                                                         |                                                         |                                                         |                                                         |  |  |                                              |                                              |                                                   |                                                   |                                                   |                                                   |                                                   |                                                   |                                                  |                                                  |                                                  |                                                  |                                                  |                                                  |  |  |                                                     |                                                     |                                                     |                                                     |                                                     |                                                     |  |  |  |  |  |  |  |  |  |  |  |  |  |  |  |  |  |  |  |  |  |  |  |  |  |  |  |  |  |  |  |  |  |  |  |  |  |  |  |  |
|                           |                           |                           |                           |                           |                           |  |  | Георг Германович (1886—1933) астроном | Георг Германович (1886—1933) астроном | Георг Германович (1886—1933) астроном | Георг Германович (1886—1933) астроном | Георг Германович (1886—1933) астроном | Георг Германович (1886—1933) астроном |  |  | Отто Людвигович (1897—1963) астроном | Отто Людвигович (1897—1963) астроном | Отто Людвигович (1897—1963) астроном | Отто Людвигович (1897—1963) астроном | Отто Людвигович (1897—1963) астроном | Отто Людвигович (1897—1963) астроном |  |  | Василий Васильевич (1889—1965) историк     | Василий Васильевич (1889—1965) историк     | Василий Васильевич (1889—1965) историк     | Василий Васильевич (1889—1965) историк     | Василий Васильевич (1889—1965) историк     | Василий Васильевич (1889—1965) историк     |  |  | Михаил Александрович (1890—1949) поэт                   | Михаил Александрович (1890—1949) поэт                   | Михаил Александрович (1890—1949) поэт                   | Михаил Александрович (1890—1949) поэт                   | Михаил Александрович (1890—1949) поэт                   | Михаил Александрович (1890—1949) поэт                   |  |  | Глеб Петрович (1898—1985) поэт               | Глеб Петрович (1898—1985) поэт               | Глеб Петрович (1898—1985) поэт                    | Глеб Петрович (1898—1985) поэт                    | Глеб Петрович (1898—1985) поэт                    | Глеб Петрович (1898—1985) поэт                    |                                                   |                                                   | Алексей Петрович (1899—1976)                     | Алексей Петрович (1899—1976)                     | Алексей Петрович (1899—1976)                     | Алексей Петрович (1899—1976)                     | Алексей Петрович (1899—1976)                     | Алексей Петрович (1899—1976)                     |  |  | архимандрит Савва (Константин Петрович) (1900—1948) | архимандрит Савва (Константин Петрович) (1900—1948) | архимандрит Савва (Константин Петрович) (1900—1948) | архимандрит Савва (Константин Петрович) (1900—1948) | архимандрит Савва (Константин Петрович) (1900—1948) | архимандрит Савва (Константин Петрович) (1900—1948) |  |  |  |  |  |  |  |  |  |  |  |  |  |  |  |  |  |  |  |  |  |  |  |  |  |  |  |  |  |  |  |  |  |  |  |  |  |  |  |  |
|                           |                           |                           |                           |                           |                           |  |  | Георг Германович (1886—1933) астроном | Георг Германович (1886—1933) астроном | Георг Германович (1886—1933) астроном | Георг Германович (1886—1933) астроном | Георг Германович (1886—1933) астроном | Георг Германович (1886—1933) астроном |  |  | Отто Людвигович (1897—1963) астроном | Отто Людвигович (1897—1963) астроном | Отто Людвигович (1897—1963) астроном | Отто Людвигович (1897—1963) астроном | Отто Людвигович (1897—1963) астроном | Отто Людвигович (1897—1963) астроном |  |  | Василий Васильевич (1889—1965) историк     | Василий Васильевич (1889—1965) историк     | Василий Васильевич (1889—1965) историк     | Василий Васильевич (1889—1965) историк     | Василий Васильевич (1889—1965) историк     | Василий Васильевич (1889—1965) историк     |  |  | Михаил Александрович (1890—1949) поэт                   | Михаил Александрович (1890—1949) поэт                   | Михаил Александрович (1890—1949) поэт                   | Михаил Александрович (1890—1949) поэт                   | Михаил Александрович (1890—1949) поэт                   | Михаил Александрович (1890—1949) поэт                   |  |  | Глеб Петрович (1898—1985) поэт               | Глеб Петрович (1898—1985) поэт               | Глеб Петрович (1898—1985) поэт                    | Глеб Петрович (1898—1985) поэт                    | Глеб Петрович (1898—1985) поэт                    | Глеб Петрович (1898—1985) поэт                    |                                                   |                                                   | Алексей Петрович (1899—1976)                     | Алексей Петрович (1899—1976)                     | Алексей Петрович (1899—1976)                     | Алексей Петрович (1899—1976)                     | Алексей Петрович (1899—1976)                     | Алексей Петрович (1899—1976)                     |  |  | архимандрит Савва (Константин Петрович) (1900—1948) | архимандрит Савва (Константин Петрович) (1900—1948) | архимандрит Савва (Константин Петрович) (1900—1948) | архимандрит Савва (Константин Петрович) (1900—1948) | архимандрит Савва (Константин Петрович) (1900—1948) | архимандрит Савва (Константин Петрович) (1900—1948) |  |  |  |  |  |  |  |  |  |  |  |  |  |  |  |  |  |  |  |  |  |  |  |  |  |  |  |  |  |  |  |  |  |  |  |  |  |  |  |  |
|                           |                           |                           |                           |                           |                           |  |  |                                       |                                       |                                       |                                       |                                       |                                       |  |  |                                      |                                      |                                      |                                      |                                      |                                      |  |  |                                            |                                            |                                            |                                            |                                            |                                            |  |  |                                                         |                                                         |                                                         |                                                         |                                                         |                                                         |  |  |                                              |                                              |                                                   |                                                   |                                                   |                                                   |                                                   |                                                   |                                                  |                                                  |                                                  |                                                  |                                                  |                                                  |  |  |                                                     |                                                     |                                                     |                                                     |                                                     |                                                     |  |  |  |  |  |  |  |  |  |  |  |  |  |  |  |  |  |  |  |  |  |  |  |  |  |  |  |  |  |  |  |  |  |  |  |  |  |  |  |  |
|                           |                           |                           |                           |                           |                           |  |  | Вильфред Георг (1914—1992) астроном   | Вильфред Георг (1914—1992) астроном   | Вильфред Георг (1914—1992) астроном   | Вильфред Георг (1914—1992) астроном   | Вильфред Георг (1914—1992) астроном   | Вильфред Георг (1914—1992) астроном   |  |  |                                      |                                      |                                      |                                      |                                      |                                      |  |  |                                            |                                            |                                            |                                            |                                            |                                            |  |  |                                                         |                                                         |                                                         |                                                         |                                                         |                                                         |  |  | Пётр Алексеевич (1925—1968) протоиерей, врач | Пётр Алексеевич (1925—1968) протоиерей, врач | Пётр Алексеевич (1925—1968) протоиерей, врач      | Пётр Алексеевич (1925—1968) протоиерей, врач      | Пётр Алексеевич (1925—1968) протоиерей, врач      | Пётр Алексеевич (1925—1968) протоиерей, врач      |                                                   |                                                   | Никита Алексеевич (1931—2016) издатель           | Никита Алексеевич (1931—2016) издатель           | Никита Алексеевич (1931—2016) издатель           | Никита Алексеевич (1931—2016) издатель           | Никита Алексеевич (1931—2016) издатель           | Никита Алексеевич (1931—2016) издатель           |  |  | Мария Александровна (1925—2020) иконописец          | Мария Александровна (1925—2020) иконописец          | Мария Александровна (1925—2020) иконописец          | Мария Александровна (1925—2020) иконописец          | Мария Александровна (1925—2020) иконописец          | Мария Александровна (1925—2020) иконописец          |  |  |  |  |  |  |  |  |  |  |  |  |  |  |  |  |  |  |  |  |  |  |  |  |  |  |  |  |  |  |  |  |  |  |  |  |  |  |  |  |
|                           |                           |                           |                           |                           |                           |  |  | Вильфред Георг (1914—1992) астроном   | Вильфред Георг (1914—1992) астроном   | Вильфред Георг (1914—1992) астроном   | Вильфред Георг (1914—1992) астроном   | Вильфред Георг (1914—1992) астроном   | Вильфред Георг (1914—1992) астроном   |  |  |                                      |                                      |                                      |                                      |                                      |                                      |  |  |                                            |                                            |                                            |                                            |                                            |                                            |  |  |                                                         |                                                         |                                                         |                                                         |                                                         |                                                         |  |  | Пётр Алексеевич (1925—1968) протоиерей, врач | Пётр Алексеевич (1925—1968) протоиерей, врач | Пётр Алексеевич (1925—1968) протоиерей, врач      | Пётр Алексеевич (1925—1968) протоиерей, врач      | Пётр Алексеевич (1925—1968) протоиерей, врач      | Пётр Алексеевич (1925—1968) протоиерей, врач      |                                                   |                                                   | Никита Алексеевич (1931—2016) издатель           | Никита Алексеевич (1931—2016) издатель           | Никита Алексеевич (1931—2016) издатель           | Никита Алексеевич (1931—2016) издатель           | Никита Алексеевич (1931—2016) издатель           | Никита Алексеевич (1931—2016) издатель           |  |  | Мария Александровна (1925—2020) иконописец          | Мария Александровна (1925—2020) иконописец          | Мария Александровна (1925—2020) иконописец          | Мария Александровна (1925—2020) иконописец          | Мария Александровна (1925—2020) иконописец          | Мария Александровна (1925—2020) иконописец          |  |  |  |  |  |  |  |  |  |  |  |  |  |  |  |  |  |  |  |  |  |  |  |  |  |  |  |  |  |  |  |  |  |  |  |  |  |  |  |  |
|                           |                           |                           |                           |                           |                           |  |  |                                       |                                       |                                       |                                       |                                       |                                       |  |  |                                      |                                      |                                      |                                      |                                      |                                      |  |  |                                            |                                            |                                            |                                            |                                            |                                            |  |  |                                                         |                                                         |                                                         |                                                         |                                                         |                                                         |  |  |                                              |                                              |                                                   |                                                   |                                                   |                                                   |                                                   |                                                   |                                                  |                                                  |                                                  |                                                  |                                                  |                                                  |  |  |                                                     |                                                     |                                                     |                                                     |                                                     |                                                     |  |  |  |  |  |  |  |  |  |  |  |  |  |  |  |  |  |  |  |  |  |  |  |  |  |  |  |  |  |  |  |  |  |  |  |  |  |  |  |  |
|                           |                           |                           |                           |                           |                           |  |  |                                       |                                       |                                       |                                       |                                       |                                       |  |  |                                      |                                      |                                      |                                      |                                      |                                      |  |  |                                            |                                            |                                            |                                            |                                            |                                            |  |  |                                                         |                                                         |                                                         |                                                         |                                                         |                                                         |  |  | Алексей Петрович (род. 1958) клирик          |                                              |                                                   |                                                   |                                                   |                                                   |                                                   |                                                   |                                                  |                                                  |                                                  |                                                  |                                                  |                                                  |  |  |                                                     |                                                     |                                                     |                                                     |                                                     |                                                     |  |  |  |  |  |  |  |  |  |  |  |  |  |  |  |  |  |  |  |  |  |  |  |  |  |  |  |  |  |  |  |  |  |  |  |  |  |  |  |  |